# Садья

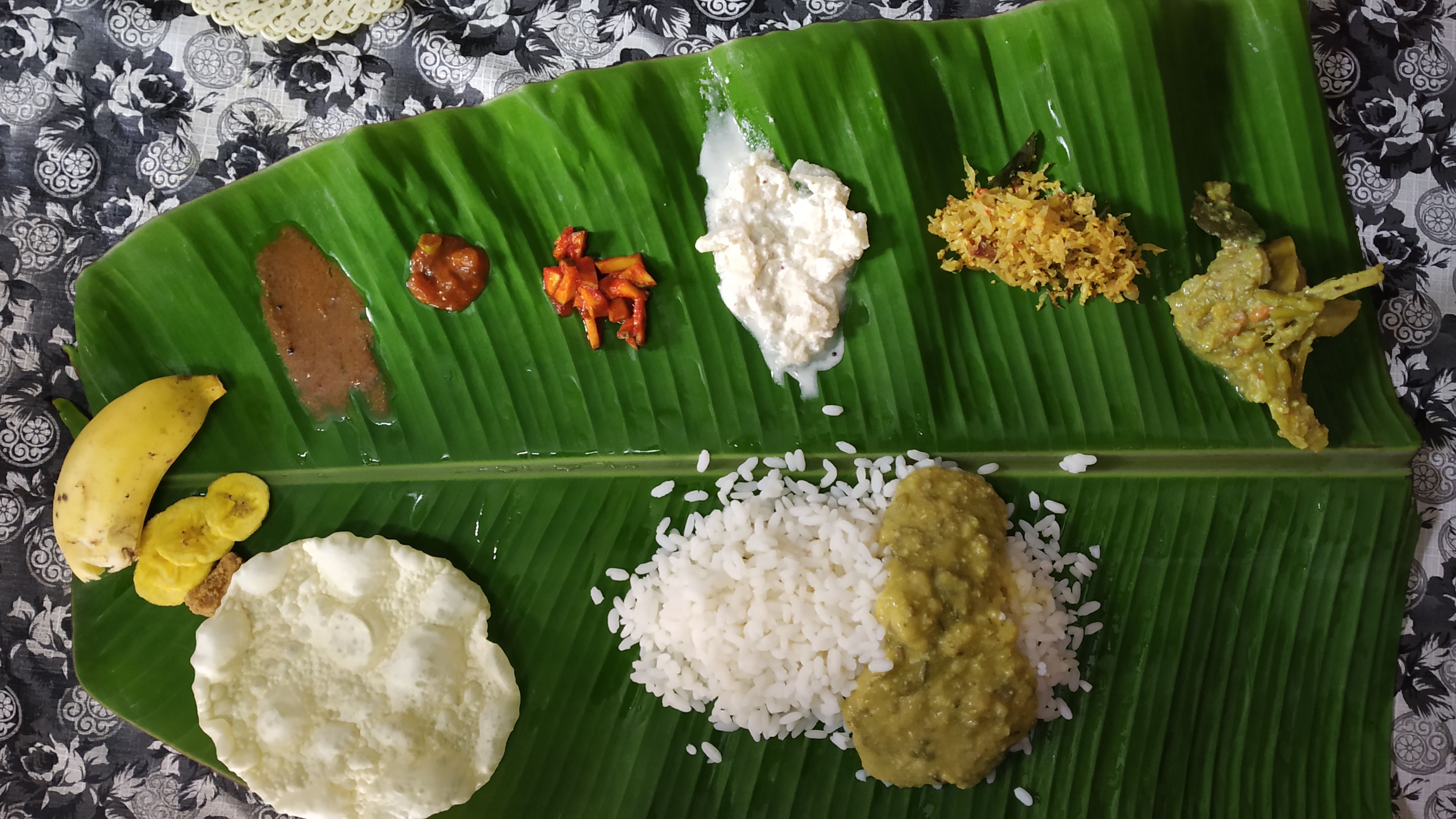
Традиційна садья

Садх'я (малаял. സദ്യ) — спосіб подачі їжі у штаті Керала, що складається з різноманітних традиційних вегетаріанських страв, які зазвичай подають на банановому листі на обід. Садья означає бенкет у малаялам.
Садья подається як традиційна страва до свята Онам, державного фестивалю штату Керала.

## Опис

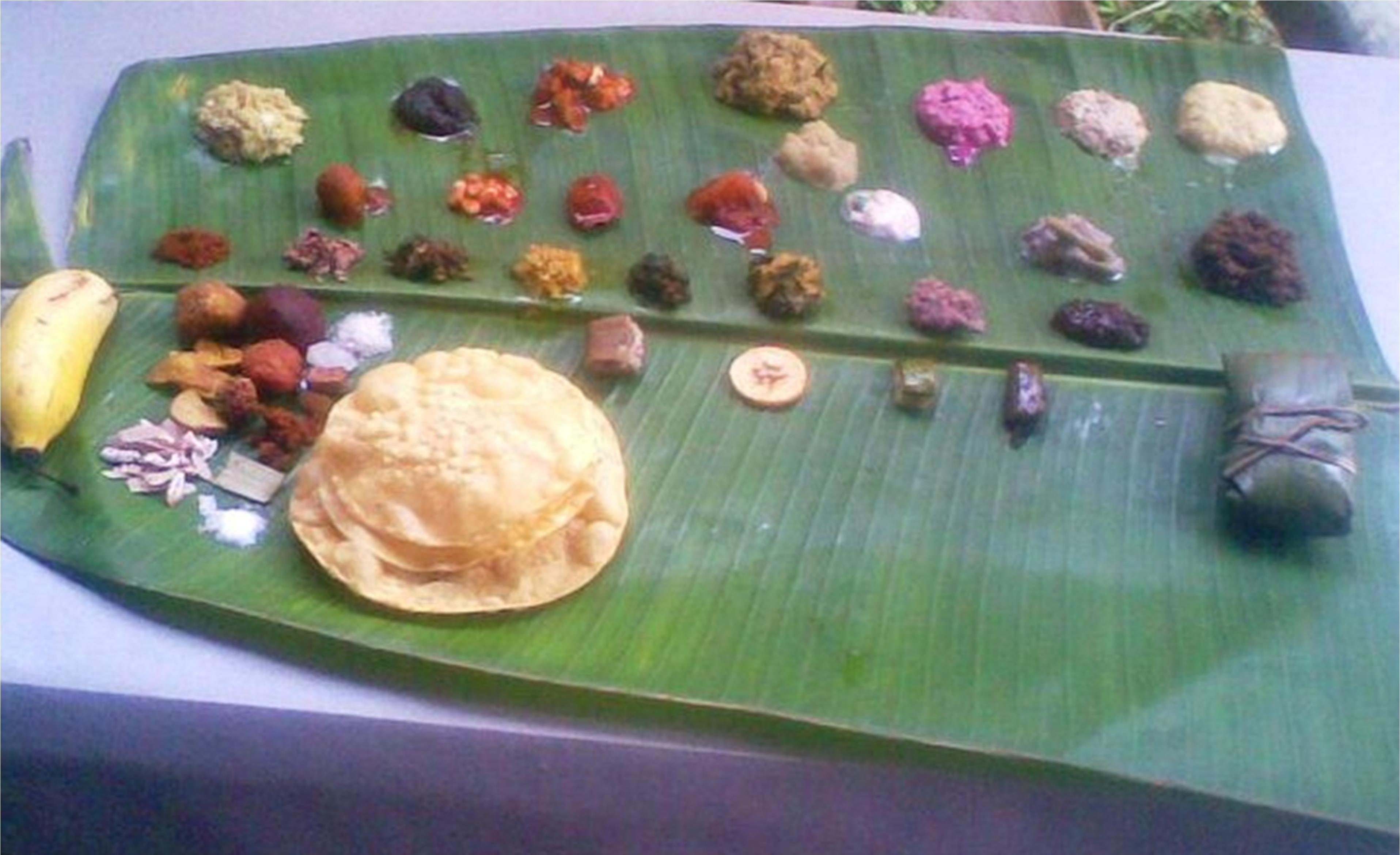
Валла садья

Типова садья може складатися з близько 24–28 страв. Під час поїдання садьї люди сидять, схрестивши ноги на килимках. Їжу їдять правою рукою, без столових приборів.
Головна страва — варений рис, подається разом з іншими стравами, які називають кутан (കൂട്ടാന്), що включають в себе каррі, дал, самбар, расам, авіаль, торан, манго мариноване, пападам, банан, кальє, пахта тощо. Традиційний десерт під назвою фірні подається в кінці трапези, буває багатьох видів. Кутан виготовляють з різних овочів, що мають різні смаки. Вважають, що така кількість страв до садьї гарантує, що відвідувачам сподобається принаймні кілька страв.

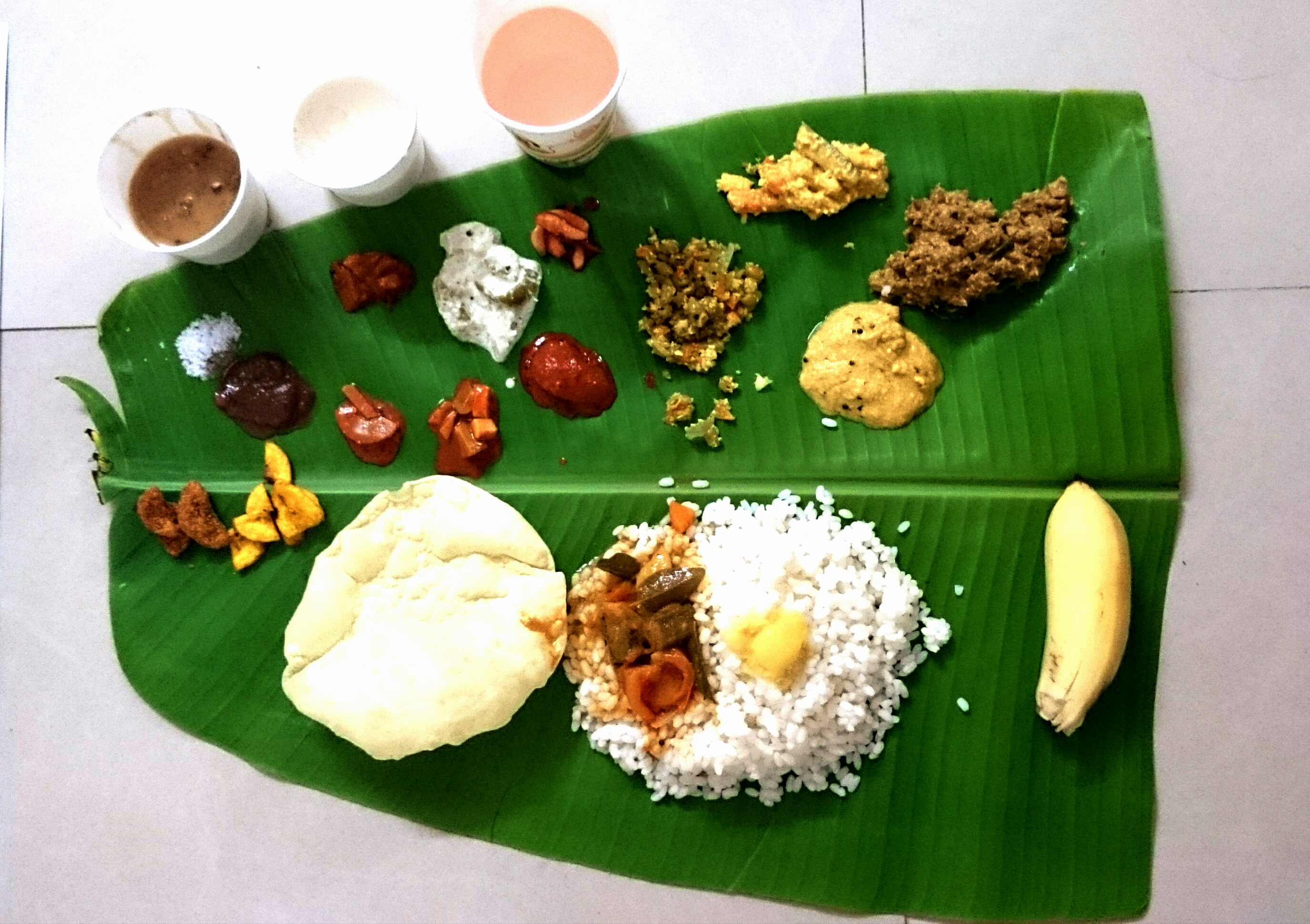
Садья на святі Онама

Страви подаються на банановому листі в певному порядку. Наприклад, соління подаються у верхньому лівому куті, а банани — у нижньому лівому куті, що допомагає офіціантам легко визначити, що уже з'їли та запропонувати додаткові порції.
У меню є різні варіанти залежно від регіону та релігії. Деякі громади, особливо в північній частині штату Керала, включають не-вегетаріанські страви в садью. Традиційно цибулю і часник не використовують в садьї. Звичайно за їжею може слідувати веттіла муруккан, пережований лист бетелю з вапном та ареком. Це допомагає травленню їжі, а також очищає педнебіння.

## Приготування

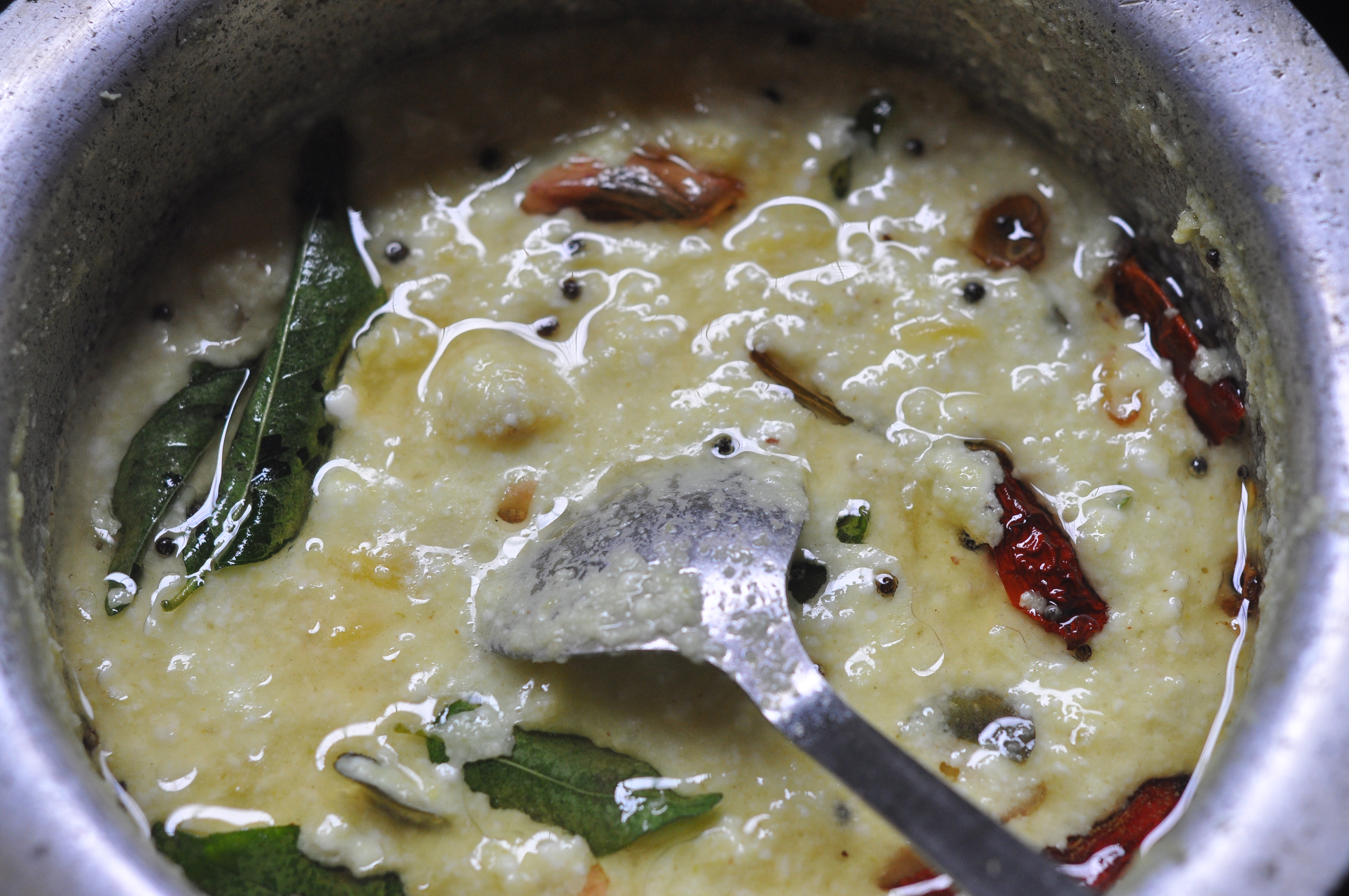
Готується пачаді, який іноді використовують як інгредієнт садьї

Зазвичай садью подають на обід хоча на вечерю теж подають більш легку версію. Приготування починається напередодні ввечері, а страви готуються до десятої години ранку в день святкування. Садью зараз подають на столи, оскільки традиція сидіти на підлозі поступово зникає. Запалюють вогонь для приготування садьї після молитви до Агні, і першу порцію подають як жертву богам.
Традиційно сусіди допомагають кухарям у приготуванні. Вони також добровільно подають їжу гостям. Це передбачає значну кількість соціальної взаємодії, що допомагає налагодити зв'язок із сусідами.
Садью подають у панкті — на малаялам це означає в лінія або коло, де люди сидять на підлозі чи на лавках за столами. Господар їсть останнім і обходить всі панкті, щоб привітати гостей та переконатись, що вони задоволені.
У садьї їжу подають на банановому листі. Лист згортають після закінчення трапези. У деяких випадках згортання листа у ваш бік свідчить про задоволення від їжі, тоді як складання його до себе означає, що їжа не сподобалася. Однак напрямок, в який складений лист, може мати різне значення в різних частинах Індії.
Садья в стилі Центрального Траванкору відоме як найбільш традиційне. Зазвичай подають страви, дотримуючись порядку, починаючи з чипсів і солінь. Інші стилі та підходи до приготування та подачі страв існують в різних частинах Керали залежно від місцевих уподобань.

## Типові інгредієнти
Елементи включають:

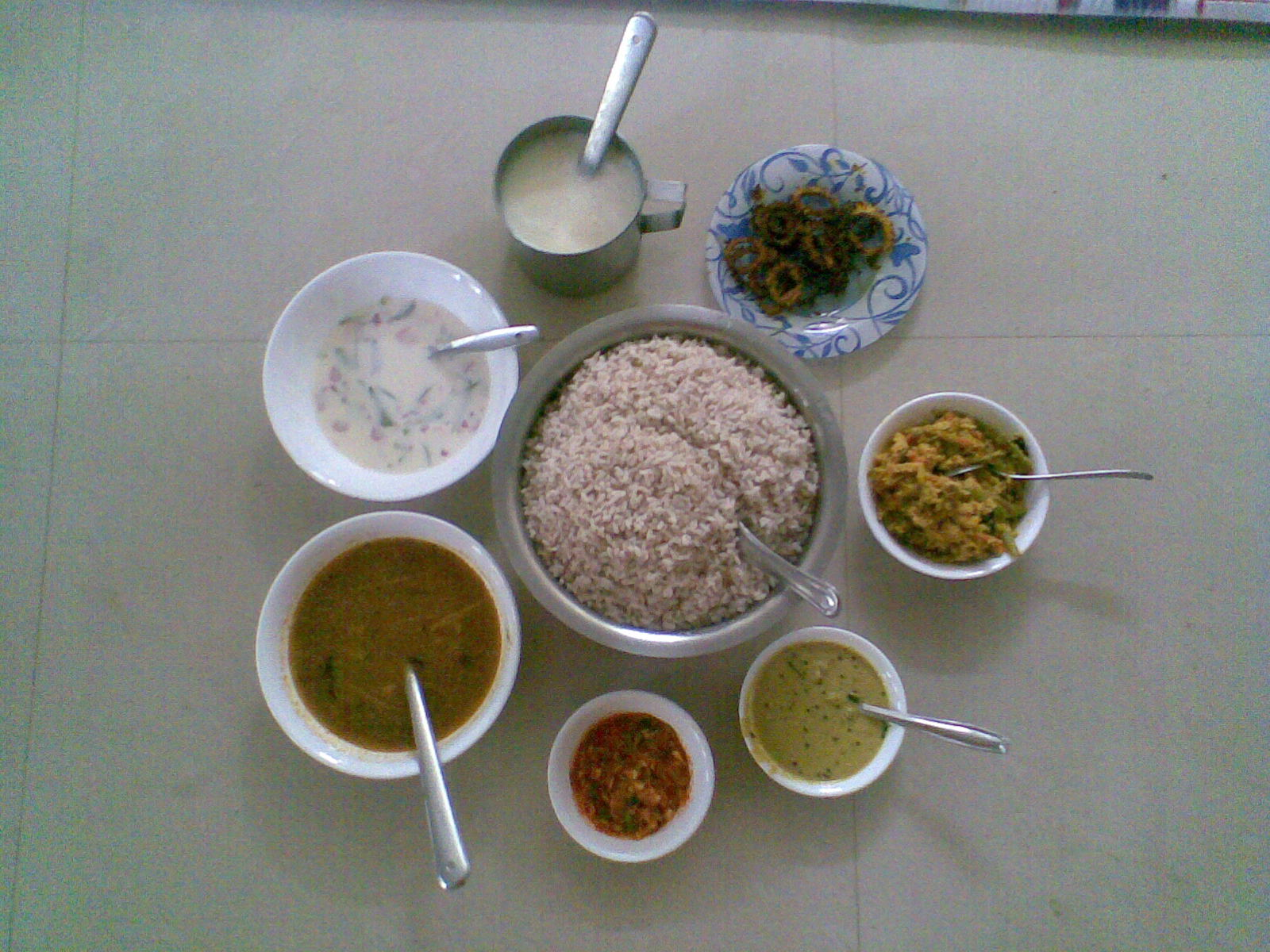
Страви садхьї готові до подачі. За годинниковою стрілкою від верхнього: фірні (в нержавіючому горнятку), торан з китайського гіркого гарбуза, авіял, каалан, маринований лайм, самбар, пахт, варений рис в центрі

- Рис: це головний предмет у садьї. Для цього завжди використовується червоний рис (напівшліфований парбоїлд[13][15]). Іноді використовують рис матта.[16]
- Дал: густе каррі з сочевиці, що їдять з рисом, пападамі і гхі.
- Самбар: густа підлива, виготовлена з сочевиці, тамаринду, овочів, таких як моринга, помідори тощо, зі смаком асафетиди.
- Расам: водяниста страва з тамаринда, помідорів та спецій, таких як чорний перець, асафетида, коріандр, перець чилі тощо. Він дуже пряний на смак і сприяє травленню. Однак у деяких регіонах расам не використовують у садьї.
- Авіял: густа суміш різних овочів та кокосового горіха, приправлена листям каррі та кокосовою олією.[7]
- Каалан: виготовляється з сиру, кокосового горіха та будь-якого овоча, наприклад ямсу. Він дуже густий і кислий.[14]
- Олан: легка страва, приготована з бенінказа або чорного гороху, кокосового молока та імбиру, приправленого кокосовою олією.
- Коттукарі: овочі, такі як банан або ямс, приготовлені з нутом, кокосом та чорним перцем.[17]
- Еріссері: густе каррі з гарбуза, вігни та кокоса.[18][19]
- Пачаді: кисле каррі з сиру і, як правило, огірка або нарізаного гарбуза, приготовлене в кокосовій стружці з гірчичним насінням і приправлене соте з насіння гірчиці та листям каррі[20] Страва схожа на раїту.
- Солодкий пачаді: солодка форма пачаді, виготовлена з ананасом, гарбузом або виноградом у йогурті. Соус масала складається з кокосового горіха з насінням кмину та зеленого перцю. Через свою солодкість його подекуди ще називають мадхура (солодке) каррі.
- Пуліссері: кислий рідкий каррі жовтого кольору, приготований із злегка підкисленого йогурту та огірка.[8] Солодкий варіант під назвою Mambazha Puliseri, де огірок замінюють поєднанням стиглих манго та джагері.
- Інджипулі: солодкі пікулі з імбиру, тамаринда, зеленого чилі та джаггері, який також називають пулі-інджі.[21]
- Торан: страва з обсмажених овочів, таких як горох, зелена квасоля, нестиглий джекфрут, морква або капуста з тертим кокосом.
- Ачаар: пряні соління з нестиглого манго,[3] лимону,[22] лайму тощо.
- Пападам: хлібець з сочевичного борошна, він хрусткий і його можна їсти як закуску.
- Шаркара аппері: бананові чипси з джагері.
- Каая варутхату: бананові чипси.
- Банан: стиглий банан часто подають до садьї з десертом.
- Самбхарам, який також називають мору: напій, виготовлений із солоної маслянки з зеленим чилі, імбиром та листям каррі, його п'ють для поліпшення травлення і зазвичай подають ближче до кінця їжі.